# Veliš (góra)
Veliš – góra (430 m n.p.m.) z ruinami na szczycie dominująca w okolicy miasta Jiczyn we wschodnich Czechach, w pobliżu wsi o tej samej nazwie, w rejonie tzw. Czeskiego Raju.

## Historia budowli na szczycie
Znajdowała się tu, najprawdopodobniej obwarowana, osada z okresu późnej epoki kamiennej i epoki brązu. Obecnie na wierzchołku znajdują się pozostałości zamku, wybudowanego około 1300 r. jako centrum władzy królewskiej dóbr ziemskich Jiczyna.
Pierwsza wzmianka o zamku Veliš pochodzi z 1316 r. jako zastawie Půty z Frýdlantu. Później król Jan Luksemburski przekazał zamek Hynkowi z Valdštejna. Kolejnym właścicielem stał się Oldřich z Gusku, Beneš Starszy z Vartemberka i jego syn Ješek, który 12 marca 1327 r. otrzymał od króla zamek dziedzicznie. Od tej pory Veliš był mieniem dziedzicznym rodu Veselskich z Vartemberka.

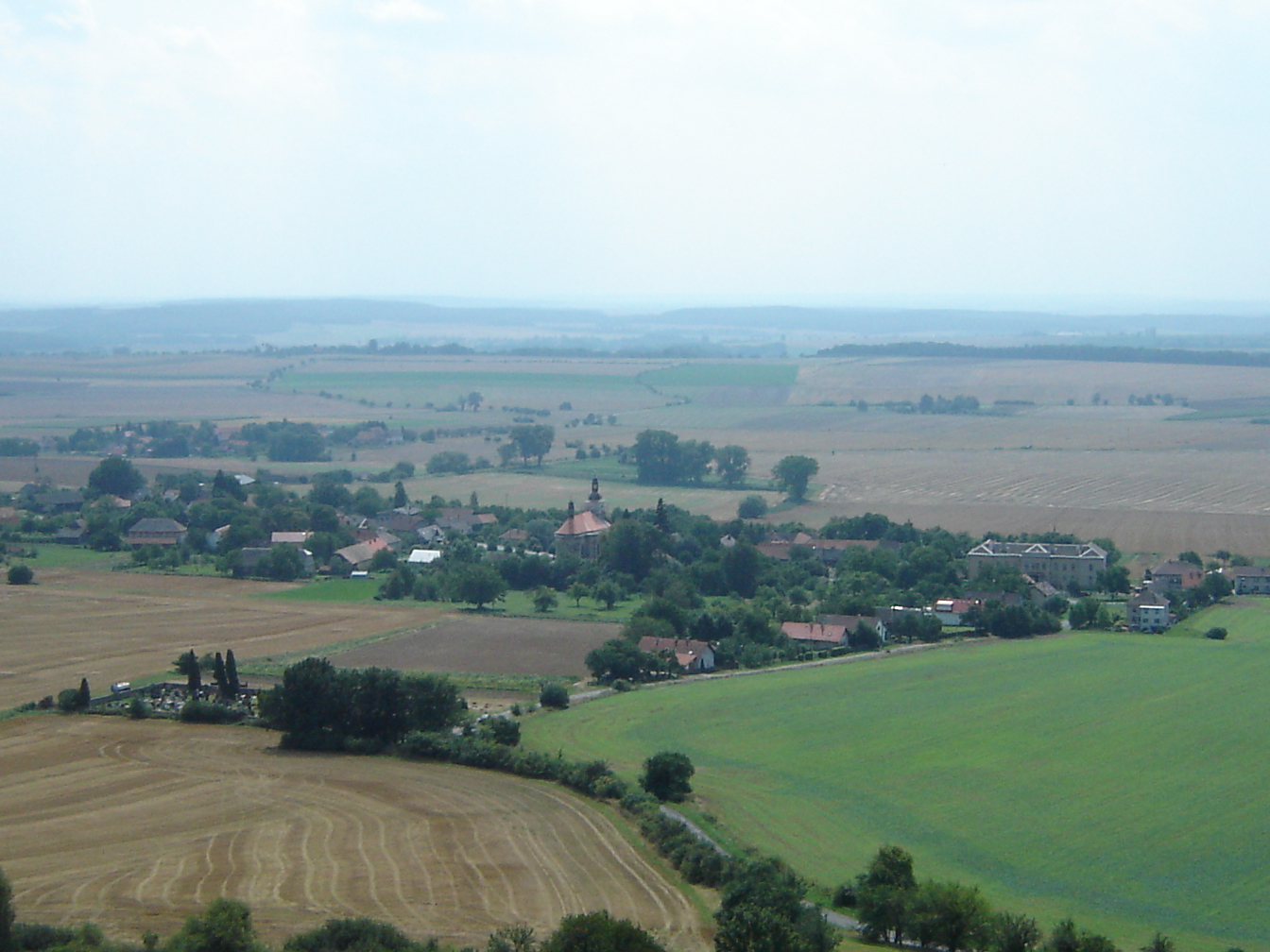
Panorama ze szczytu

11 listopada 1452 r. zamek pozyskał od Hašeka z Valdštejna król Jerzy z Podiebradów. Po jego śmierci został Veliš w rękach Bočeka z Kunštátu, który go w 1482 r. scedował Samuelowi z Hrádku i z Valečova i od niego zamek kupił Mikuláš Starszy Trčka z Lípy a na Vlašimi.
W 1606 r. otrzymał Veliš Jindřich Mates, hrabia z Thurnu, któremu, za udział w powstaniu, zamek odebrał cesarz i w 1623 r. przepisał na Albrechta von Wallensteina, który został 15 lutego 1634 zamordowany. Potem Veliš dostał się w ręce Jindřicha hrabiego Šlika z Holíča, a za Františeka Arnošta, jego syna, został w latach 1677–1680 rozebrany z polecenia Rady Cesarskiej.
Po zamku pozostały jedynie ślady ziemnego grodu stanowiące zabytek wpisany do rejestru pod numerem 34800/6-1328. Obecnie na szczycie postawiona jest ceglana wieża triangulacyjno-telekomunikacyjna.